# UpEnergy
UpEnergy (или UpEnergy Group) — социальное предприятие, официально зарегистрированное на Маврикии в 2010 году и с офисами в Сан-Франциско и Кампале. Специализируется на прибыльной бизнес-модели распределения по низким ценам высокоэффективных кухонных плит, устройств очистки воды и фонарей на солнечной энергии среди домашних хозяйств с низкими доходами. Инновационные товары, реализуемые UpEnergy под брендом SmartHome, позволяют сохранять леса, улучшать здоровье и бороться с бедностью в развивающихся странах (модель так называемых «углеродных финансов», которые позволяют с прибылью сократить выбросы парниковых газов).
Благодаря тесному сотрудничеству с местными торговцами, магазинами, общинами, неправительственными организациями и чиновниками, UpEnergy имеет широкую сеть партнёров, которые продвигают продажи товаров конечным потребителям. UpEnergy помогает партнёрам с маркетингом, рекламой, прямыми продажами, логистикой, мобильными приложениями и бухгалтерией. Благодаря кредитам «нулевого интереса» от Kiva UpEnergy может расширить географию своего присутствия на рынках Африки и Америки.

## Деятельность
UpEnergy специализируется на продвижении товаров в регионах, где до сих пор используют для приготовления пищи костры, что влечёт за собой выброс парниковых газов, вырубку лесов и отравление от дыма, для освещения помещений — керосиновые лампы, а для питья — воду из загрязнённых колодцев и водоёмов (основными рынками сбыта для UpEnergy являются Уганда, Руанда и страны Центральной Америки). Поставщиками товаров для UpEnergy являются многие дизайнерские бюро, технологические фирмы, студенты технических университетов, которые стремятся опробовать свои изделия в «полевых условиях» и использовать обширную сбытовую сеть UpEnergy.